# Cheumatopsyche cahaba
Cheumatopsyche cahaba är en nattsländeart som beskrevs av Gordon, Harris och Lago 1986. Cheumatopsyche cahaba ingår i släktet Cheumatopsyche och familjen ryssjenattsländor. Inga underarter finns listade i Catalogue of Life.